# VdB 92
vdB 92 è una nebulosa a riflessione visibile nella costellazione del Cane Maggiore.
Si individua sul bordo sudoccidentale della Nebulosa Gabbiano, una grande  regione H II connessa ad un complesso nebuloso molecolare in cui hanno luogo fenomeni di formazione stellare; la sua posizione è circa 2° a ENE di θ Canis Majoris, una stella di colore arancione di quarta magnitudine. La nube vdB 92 è visibile in sovrapposizione alla Nebulosa Gabbiano e contiene al suo interno un piccolo ammasso aperto, catalogato come C 0701-114 (OCl 566.1), composto da un piccolo gruppo di stelle di classe spettrale B e A, la più luminosa delle quali è TYC 5389-3075-1, di magnitudine 8,92; la distanza dell'ammasso è di circa 970 parsec (circa 3160 anni luce), leggermente più vicino rispetto al complesso nebuloso e all'associazione OB Canis Major R1, un sottogruppo della più estesa associazione Canis Major OB1 la cui caratteristica principale è il legame con delle estese nebulose a riflessione. L'età dell'ammasso è di circa 40 milioni di anni, dunque ben maggiore rispetto a quella delle stelle dell'associazione CMa OB1, stimata attorno ai 2 milioni di anni circa.